# Campeonato de España de F4
El Campeonato de España de F4 es una competición de automovilismo con monoplazas de Fórmula 4 organizada bajo competencia de la Federación Internacional del Automóvil (FIA) en España. El campeonato estaba previsto que se lanzara en 2015, aunque la temporada inaugural se canceló y se retrasó hasta 2016.
La escudería más laureada de la categoría es MP Motorsport, con cinco campeonatos de pilotos y de equipos. Asimismo, el único piloto que ha participado en un Gran Premio de Fórmula 1 es Franco Colapinto en 2024, que resultó campeón en 2019.

## Historia
Gerhard Berger y la comisión de monoplazas de la FIA lanzaron la FIA Fórmula 4 en marzo de 2013. El objetivo de la Fórmula 4 es hacer que la escalera de la Fórmula 1 sea más sencilla. Además de los reglamentos deportivos y técnicos, los costes también se regulan. Un coche para competir en esta categoría no puede exceder los 30.000€ en compra y una sola temporada en la Fórmula 4 no podrá superar los 100.000€. Los primeros campeonatos de esta nueva serie de F4s fueron el italiano y la F4 Sudamericana que comenzaron en 2014. El campeonato español fue anunciado por la RFEDA el 14 de noviembre de 2014. El constructor francés Mygale fue contratado para diseñar y construir todos los coches pero más tarde la idea fue abandonada.
El 30 de septiembre de 2015 se confirmó que Koiranen GP sería el promotor del campeonato que se inició en mayo de 2016. Como resultado de la asociación con ellos, se haría uso de los coches Tatuus, motores turboalimentados Abarth y neumáticos Hankook, empleando los mismos reglamentos técnicos que el Campeonato SMP F4, que también contaba con la escudería finlandesa como promotor.
Debido a la escasez de pilotos inscritos, Koiranen decidió prácticamente invitar a los pilotos finlandeses que quisieran correr alguna ronda de la primera temporada del campeonato. Por el mismo motivo, en la segunda temporada ofreció correr ambas temporadas de la SMP Fórmula 4 y de la F4 Española prácticamente por el precio de una. A causa de esto, casi todas las rondas menos la primera del campeonato español se disputarían una vez disputadas todas las rondas menos la última del campeonato SMP. A falta de unas semanas para empezar la tercera temporada del campeonato, se anuncia que Koiranen deja de ser promotor, siendo las escuderías participantes y al RFEDA quienes toman el relevo.

## Formato

### Carreras y puntuación
| Carrera   | Parrilla                                                 | Duración              | 1º | 2º | 3º | 4º | 5º | 6º | 7º | 8º | 9º | 10º |
| --------- | -------------------------------------------------------- | --------------------- | -- | -- | -- | -- | -- | -- | -- | -- | -- | --- |
| Carrera 1 | Primera fase de clasificación de 20 minutos              | 25 minutos + 1 vuelta | 25 | 18 | 15 | 12 | 10 | 8  | 6  | 4  | 2  | 1   |
| Carrera 2 | Segunda mejor vuelta de la primera fase de clasificación | 18 minutos + 1 vuelta | 15 | 12 | 10 | 8  | 6  | 4  | 2  | 1  |    |     |
| Carrera 3 | Segunda fase de clasificación de 20 minutos              | 25 minutos + 1 vuelta | 25 | 18 | 15 | 12 | 10 | 8  | 6  | 4  | 2  | 1   |

### Premios
Los premios para los 3 primeros clasificados de cada temporada son de 50.000€ para el primero, 30.000€ para el segundo y 10.000€ para el tercero, con un test de Fórmula 3 para cada uno.

## Monoplaza
El campeonato cuenta con monoplazas diseñados y construidos por Tatuus. Los coches son de fibra de carbono y cuentan con un chasis monocasco. El motor es un 1.4 turbo Abarth. Este es el mismo motor que se usaba en la SMP Fórmula 4.

## Campeones
| 2016 | Richard Verschoor   | MP Motorsport        | MP Motorsport                     |                   |                 |
| 2017 | Christian Lundgaard | MP Motorsport        | MP Motorsport                     |                   |                 |
| 2018 | Amaury Cordeel      | MP Motorsport        | MP Motorsport                     | Amaury Cordeel    |                 |
| 2019 | Franco Colapinto    | Drivex School        | Drivex School                     | Franco Colapinto  | Belén García    |
| 2020 | Kas Haverkort       | MP Motorsport        | MP Motorsport                     | Kas Haverkort     | Léna Bühler     |
| 2021 | Dilano van't Hoff   | MP Motorsport        | MP Motorsport                     | Dilano van't Hoff | Emely de Heus   |
| 2022 | Nikola Tsolov       | Campos Racing        | Campos Racing                     | Nikola Tsolov     | Lola Lovinfosse |
| 2023 | Théophile Naël      | Saintéloc Racing     | Campos Racing Drivers Development | Enzo Deligny      |                 |
| 2024 | Mattia Colnaghi     | KCL by MP Motorsport | KCL by MP Motorsport              | Mattia Colnaghi   |                 |

## Pilotos graduados a Fórmula 2
- En negrita denota un piloto activo de Fórmula 2.
- En fondo dorado, los pilotos campeones del Campeonato de España de F4.

| Piloto              | F4 Española | F4 Española | F4 Española | F4 Española | F2         | F2                    | F2       | F2        | F2     |
| Piloto              | Temporadas  | Carreras    | Victorias   | Podios      | Temporadas | Primer equipo         | Carreras | Victorias | Podios |
| ------------------- | ----------- | ----------- | ----------- | ----------- | ---------- | --------------------- | -------- | --------- | ------ |
| Christian Lundgaard | 2017        | 20          | 7           | 17          | 2019-2021  | Trident               | 50       | 2         | 9      |
| Richard Verschoor   | 2016        | 20          | 17          | 19          | 2021-      | MP Motorsport         | 87       | 5         | 15     |
| Bent Viscaal        | 2017        | 19          | 5           | 3           | 2021       | Trident               | 23       | 0         | 2      |
| Matteo Nannini      | 2019        | 3           | 0           | 0           | 2021       | HWA Racelab           | 8        | 0         | 0      |
| Amaury Cordeel      | 2018        | 17          | 4           | 12          | 2022-      | Van Amersfoort Racing | 85       | 0         | 0      |
| Franco Colapinto    | 2018-2019   | 25          | 12          | 15          | 2023-2024  | MP Motorsport         | 22       | 1         | 3      |
| Pepe Martí          | 2021        | 21          | 2           | 9           | 2024-      | Campos Racing         | 33       | 2         | 6      |
| Oliver Goethe       | 2019-2020   | 24          | 1           | 6           | 2024-      | MP Motorsport         | 13       | 0         | 0      |
| Alex Dunne          | 2021        | 9           | 0           | 1           | 2025-      | Rodin Motorsport      | 5        | 1         | 2      |

## Pilotos graduados a Fórmula 1
- En negrita denota un piloto activo de Fórmula 1.
- En fondo dorado, los pilotos campeones del Campeonato de España de F4.

| Piloto           | F4 Española | F4 Española | F4 Española | F4 Española | F1         | F1              | F1       | F1        | F1     |
| Piloto           | Temporadas  | Carreras    | Victorias   | Podios      | Temporadas | Primer equipo   | Carreras | Victorias | Podios |
| ---------------- | ----------- | ----------- | ----------- | ----------- | ---------- | --------------- | -------- | --------- | ------ |
| Franco Colapinto | 2018-2019   | 25          | 12          | 15          | 2024       | Williams Racing |          |           |        |

## Circuitos
- Negrita denota un circuito de Fórmula 1 que actualmente está en el calendario.
- La cursiva denota un antiguo circuito de Fórmula 1.

| N.º | País y circuito                | Años                             |
| --- | ------------------------------ | -------------------------------- |
| 1   | Ciudad del Motor de Aragón     | 2016-2024                        |
| 2   | Circuit de Barcelona-Catalunya | 2016-2024                        |
| 3   | Circuito de Jerez              | 2016-2024                        |
| 4   | Circuito de Navarra            | 2016-2023                        |
| 5   | Circuito Ricardo Tormo         | 2016, 2018-2024                  |
| 6   | Algarve International Circuit  | 2016, 2018-2019, 2021-2022, 2024 |
| 7   | Circuito del Jarama            | 2016, 2020, 2024                 |
| 8   | Autódromo do Estoril           | 2017, 2023                       |
| 9   | Circuito Paul Armagnac         | 2017                             |
| 10  | Circuit Paul Ricard            | 2019-2020, 2024                  |
| 11  | Circuit de Spa-Francorchamps   | 2021-2023                        |